# Bazart
I Bazart sono un gruppo musicale belga formatosi a Gent nel 2012.

## Storia del gruppo
I Bazart si formano a Gent nel 2012 su iniziativa del cantante Mathieu Terryn e del chitarrista Simon Nuytten. In seguito si unisce al gruppo il tastierista Oliver Symons. Lo stesso anno viene pubblicato l'EP Meer dan ooit.
Il 12 giugno 2015 esce il primo singolo ufficiale del gruppo, Tunnels. Il 2 ottobre dello stesso anno viene pubblicato il secondo singolo Goud. Entrambi i singoli vengono inclusi assieme ad altri due brani nell'EP Bazart, pubblicato il 13 novembre 2015. Il successo commerciale per la band arriva solamente l'anno seguente, con l'ingresso di Goud nella Ultratop 50 Singles delle Fiandre. Il singolo permane nella top 10 della Vlaamse Ultratop 50 per 45 settimane consecutive, stabilendo un nuovo record. In seguito alla notevole esposizione mediatica a cui è sottoposto il gruppo, a maggio 2016 i Bazart si esibiscono in un concerto sold out all'Ancienne Belgique di Bruxelles.
Il 24 giugno 2016 viene pubblicato il terzo singolo Chaos. Durante l'estate si esibiscono al Rock Werchter e al Pinkpop Festival.
Il 28 settembre 2016 viene pubblicato l'album di debutto dei Bazart, Echo, che esordisce al primo posto nella classifica Ultratop 200 Albums delle Fiandre, fatto mai accaduto prima a un artista o gruppo musicale belga. La band presenta il disco in due concerti tutto esaurito all'Ancienne Belgique.
Il 9 dicembre 2016, i singoli Goud e Chaos vengono certificati rispettivamente disco di platino e disco d'oro in Belgio.
A febbraio 2017, i Bazart vengono nominati in sette categorie ai Music Industry Awards, i più importanti premi musicali del Belgio, vincendone cinque. Ad aprile dello stesso anno, il gruppo suona per la prima volta come artista principale alla Lotto Arena. Durante l'estate suonano in alcuni festival in Belgio e nei Paesi Bassi come il Rock Werchter ed il Suikerrock. Lo stesso anno, i Bazart ricevono una nomination agli MTV Europe Music Awards nella categoria Best Belgian Act.
Il 21 settembre 2018 viene pubblicato il secondo album in studio 2, anticipato dal singolo Grip (omarm me). Anche questo disco debutta al vertice della Ultratop 200 Albums. Il secondo singolo estratto dall'album, Onder ons, vede la collaborazione con la cantautrice olandese Eefje de Visser.
Nel 2019, i Bazart tornano a suonare al Pinkpop Festival, sul Mainstage.
Il 4 giugno 2021 esce il terzo album in studio Onderweg. Il disco è anticipato dai singoli Alles of niets, Denk maar niet aan morgen e Anders. L'album debutta al terzo posto nella Ultratop 200 Albums. Il 1 ottobre 2021 viene pubblicato il singolo Onderweg, in una versione diversa da quella presente nell'album omonimo, che vede la partecipazione della cantautrice S10. Questa collaborazione nasce a seguito di messaggi di stima reciproca scambiati su Instagram tra il gruppo e l'artista olandese. L'anno seguente il singolo vince i 3FM Awards nella categoria "Miglior collaborazione".
Il 30 settembre 2022 viene pubblicato il singolo Van God los.

## Formazione
- Mathieu Terryn – voce (2012-presente)
- Simon Nuytten – chitarra (2012-presente)
- Oliver Symons – tastiere (2012-presente)

## Discografia

### Album in studio
- 2016 – Echo
- 2018 – 2
- 2021 – Onderweg

### Extended play
- 2012 – Meer dan ooit
- 2015 – Bazart

### Singoli
- 2015 – Tunnels
- 2015 – Goud
- 2016 – Chaos
- 2016 – Nacht
- 2017 – Lux
- 2017 – Voodoo (The Subs remix)
- 2018 – Grip (omarm me)
- 2018 – Onder ons (feat. Eefje de Visser)
- 2019 – Maanlicht
- 2020 – Alles of niets
- 2020 – Denk maar niet aan morgen
- 2021 – Anders
- 2021 – Onderweg (feat. S10)
- 2022 – Van God los